# Vasile Răuță
Vasile Răuță (n. 17 mai 1922 - d. 8 martie 1993) a fost guvernator al Băncii Naționale a României în perioada 20 septembrie 1977 - 16 martie 1984.

## Alte funcții
Începând cu 03.11.1972, tovarășul Vasile Răuță se eliberează din funcția de adjunct al ministrului comerțului exterior și se numește în funcția de vicepreședinte al Comitetului de Stat al Planificării.
În calitatea sa de adjunct al ministrului comerțului exterior, la 16 aprilie 1967 a semnat cu ministrul de finanțe al Israelului, Pinhas Sapir, un tratat de cooperare economică și tehnică pe termen lung între România și Israel.